# Arnold Huggler

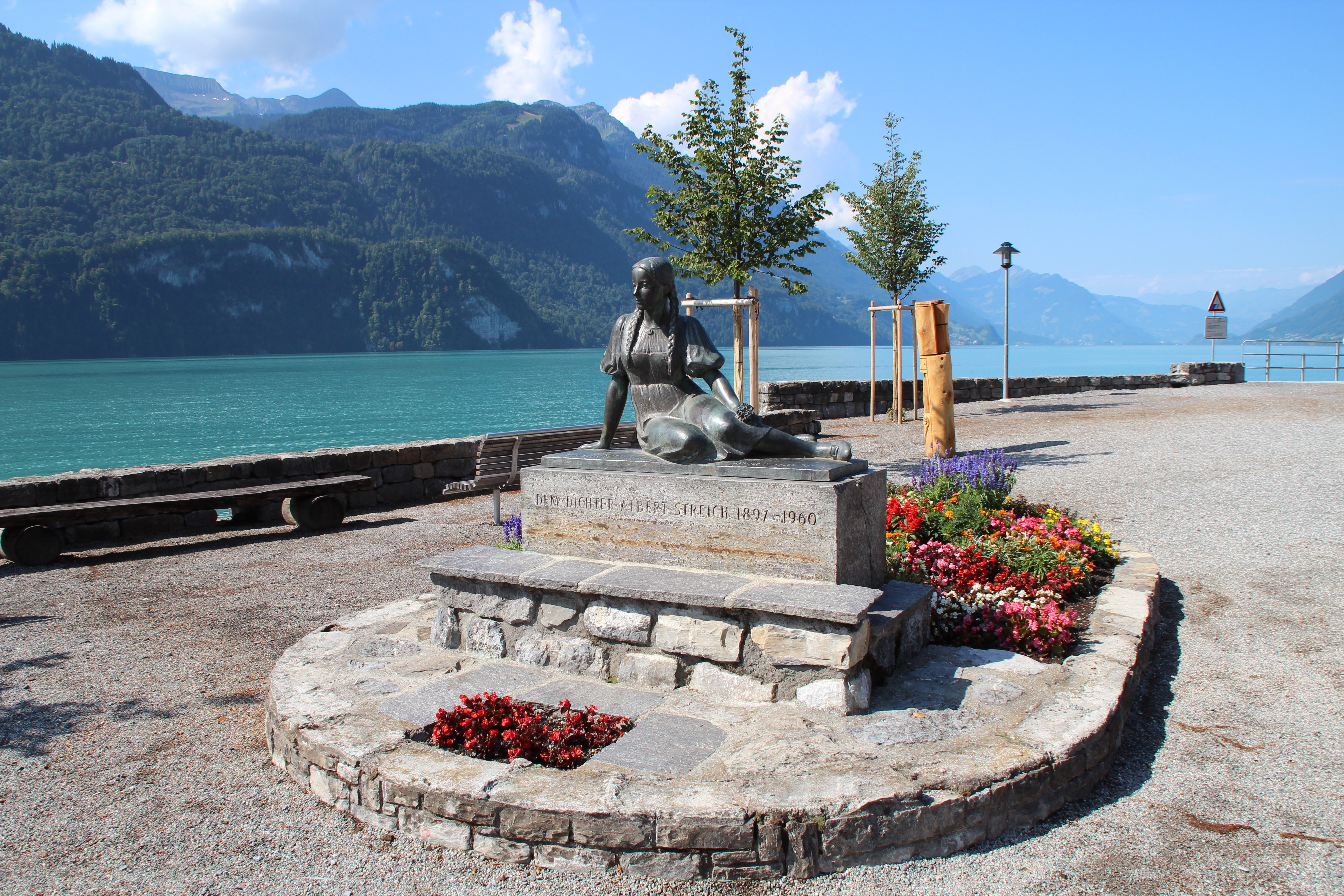
Mädchenfigur an der Seepromenade in Brienz BE zum Gedenken an Albert Streich

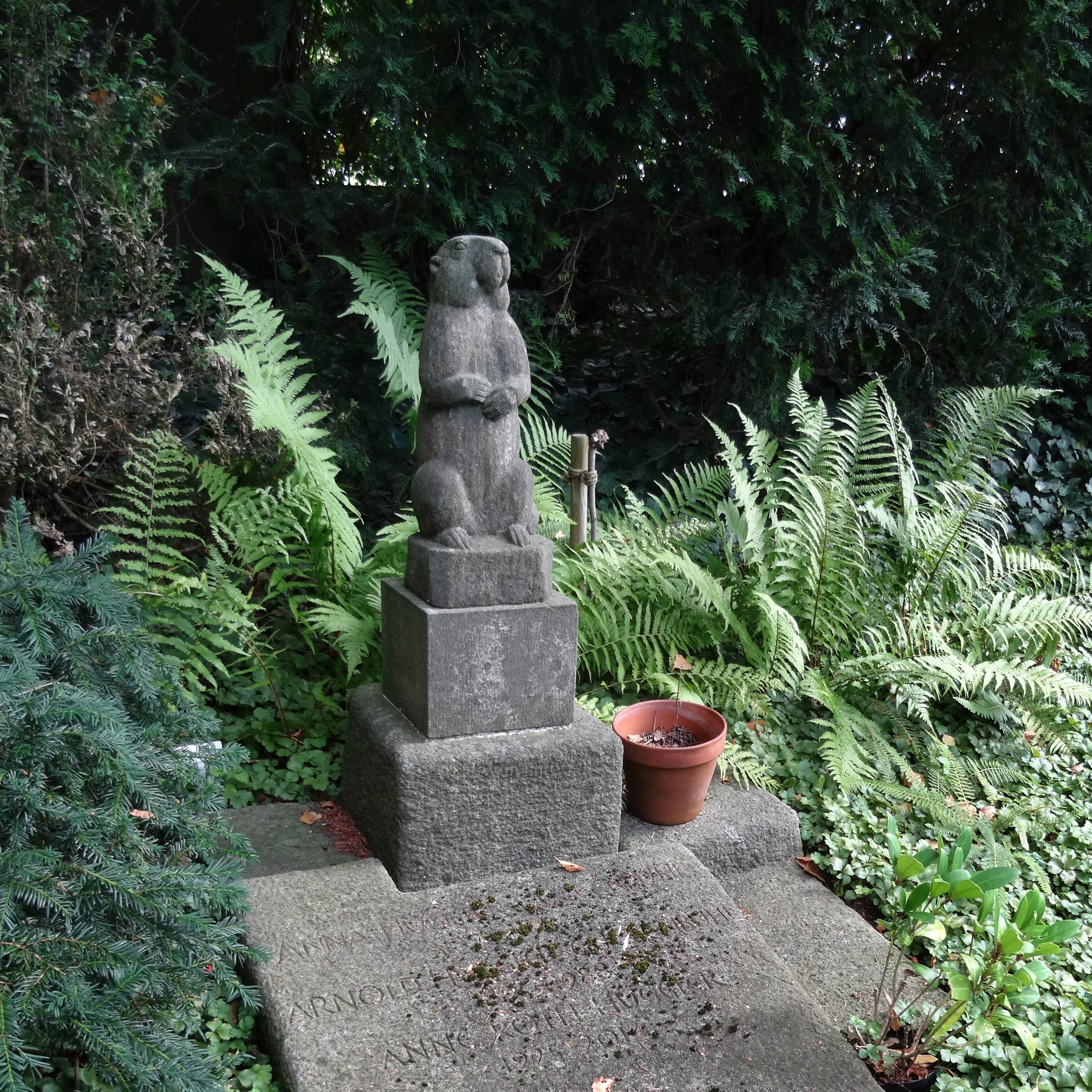
Grab, Friedhof Enzenbühl, Zürich

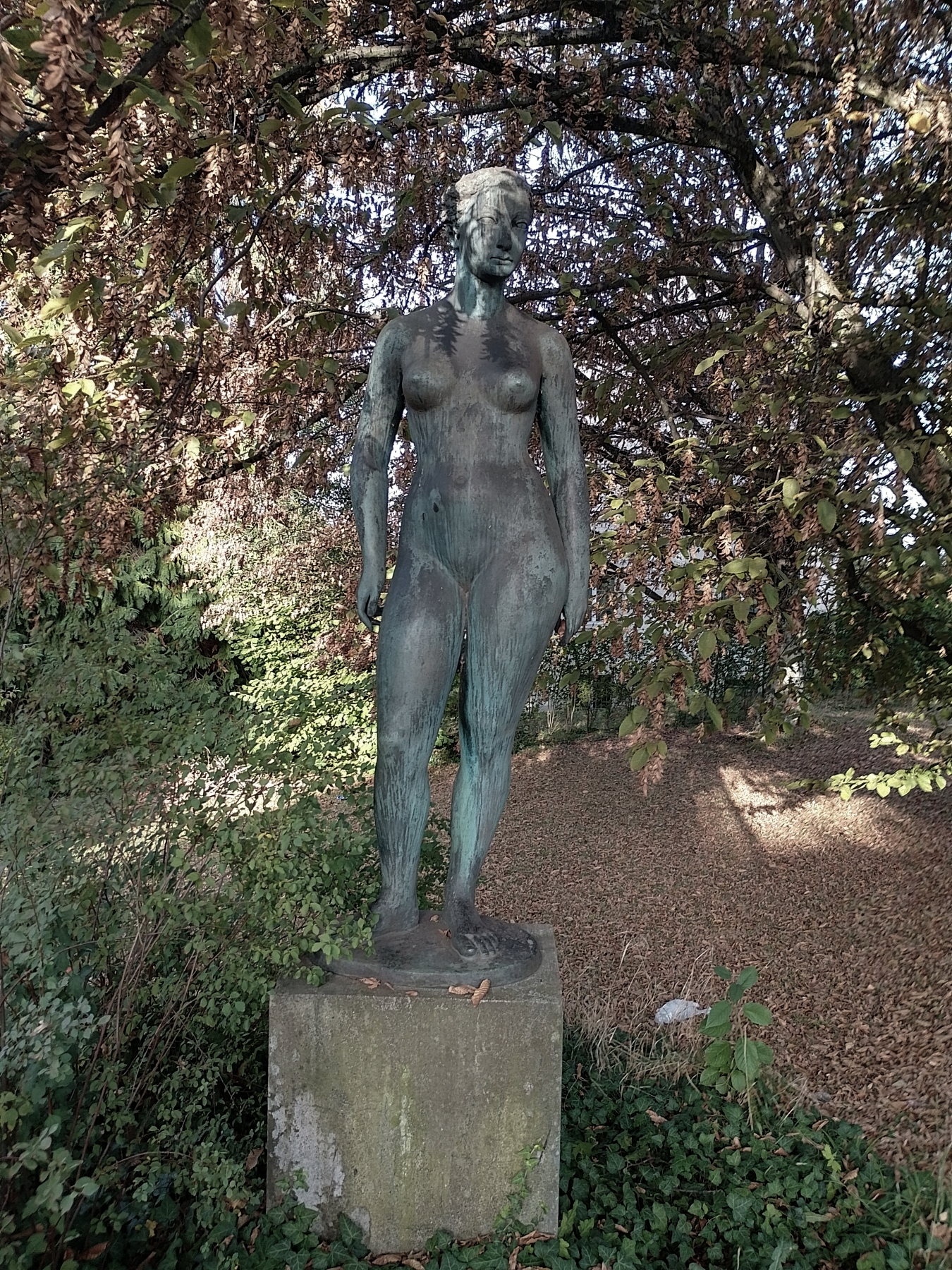
Skulptur vor den Friedhof Enzenbühl, Zürich

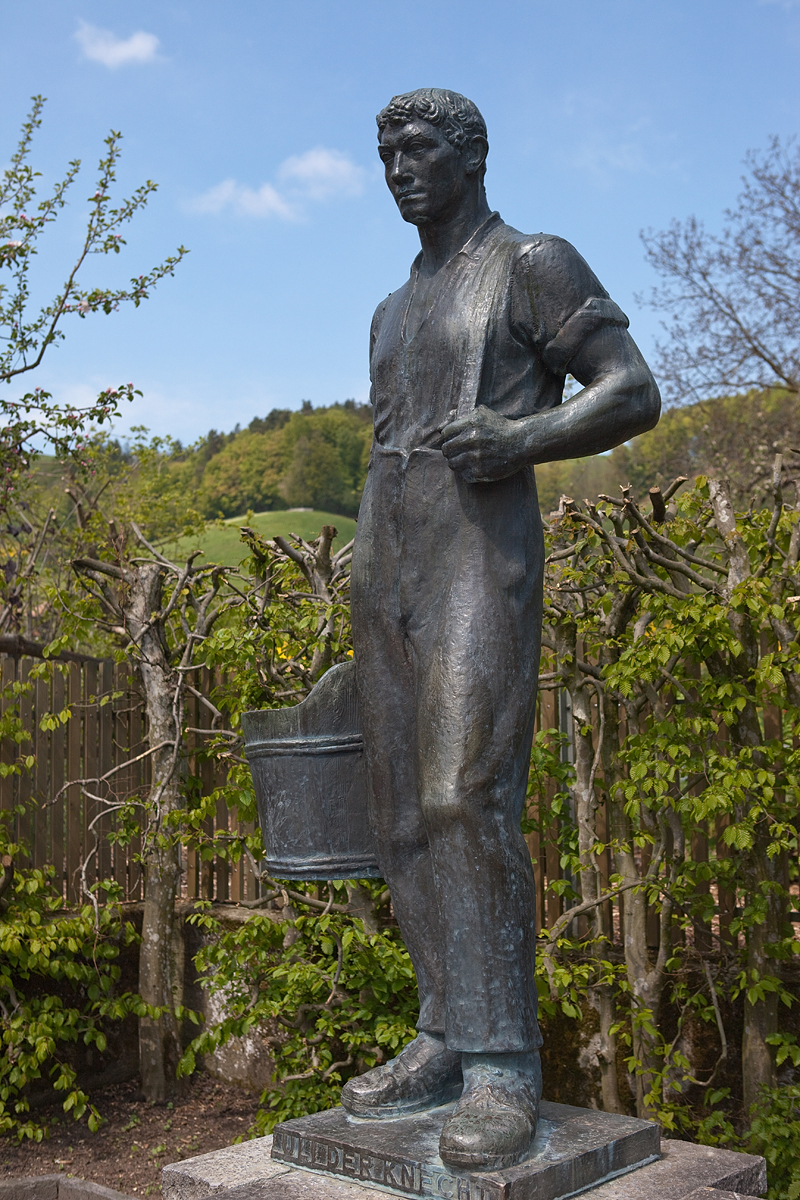
Uli der Knecht, Gotthelf-Brunnen in Lützelflüh, 1942

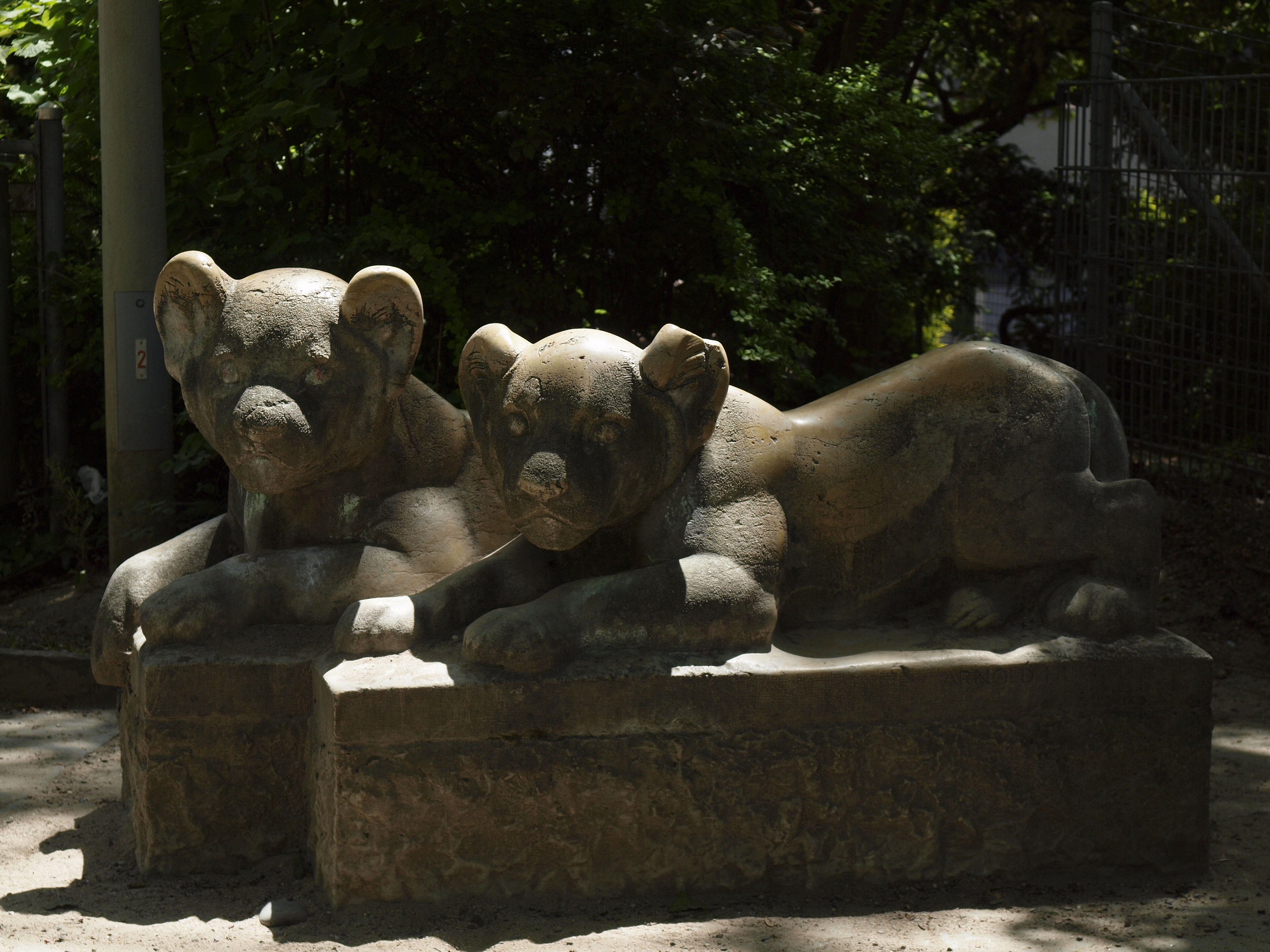
Die Skulptur zweier kleiner Löwen in der Grünanlage Landenberg in Wipkingen, 1942

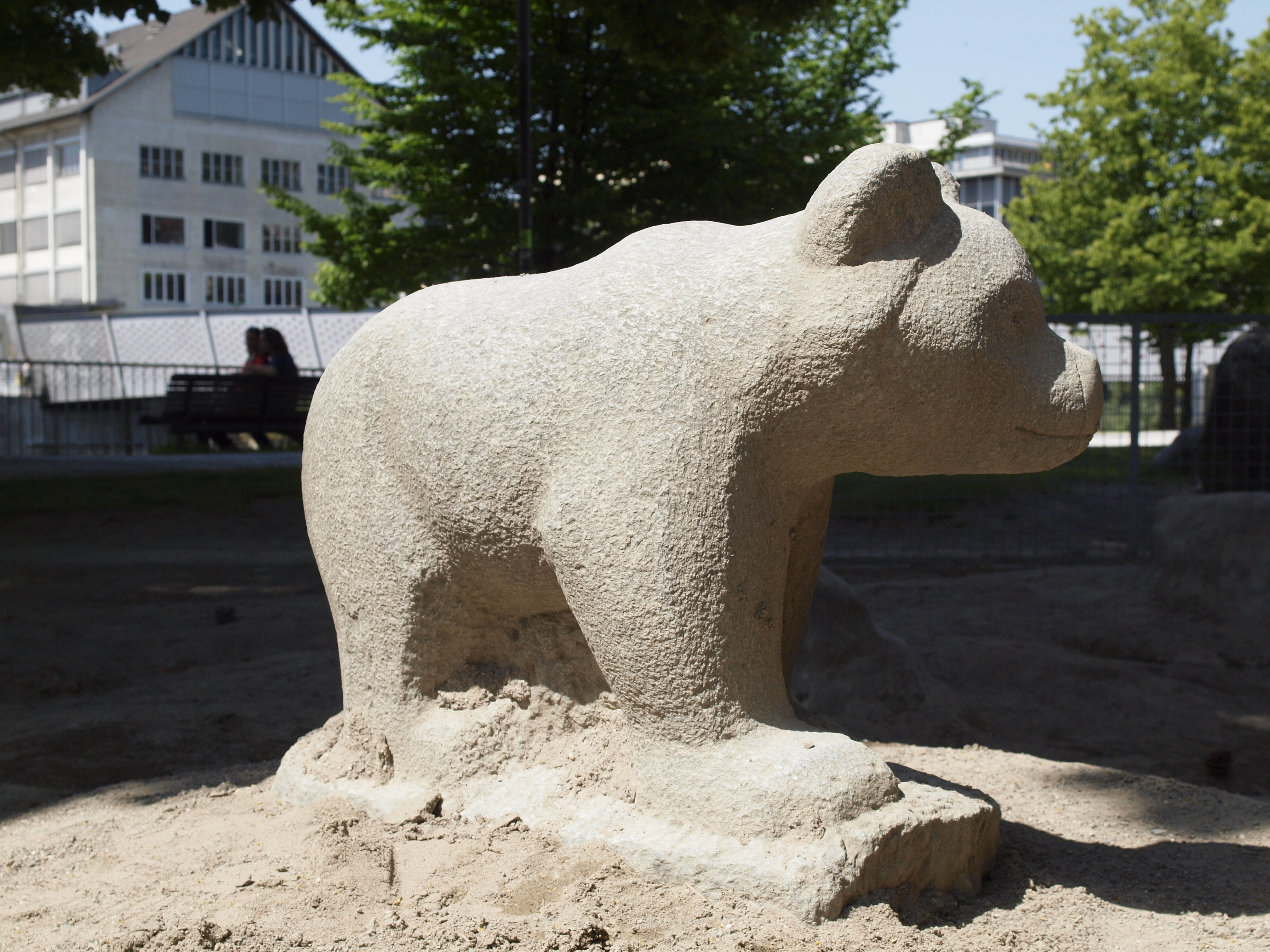
»Bär«, in der Gemeinschaftsanlage Wipkingen 1958

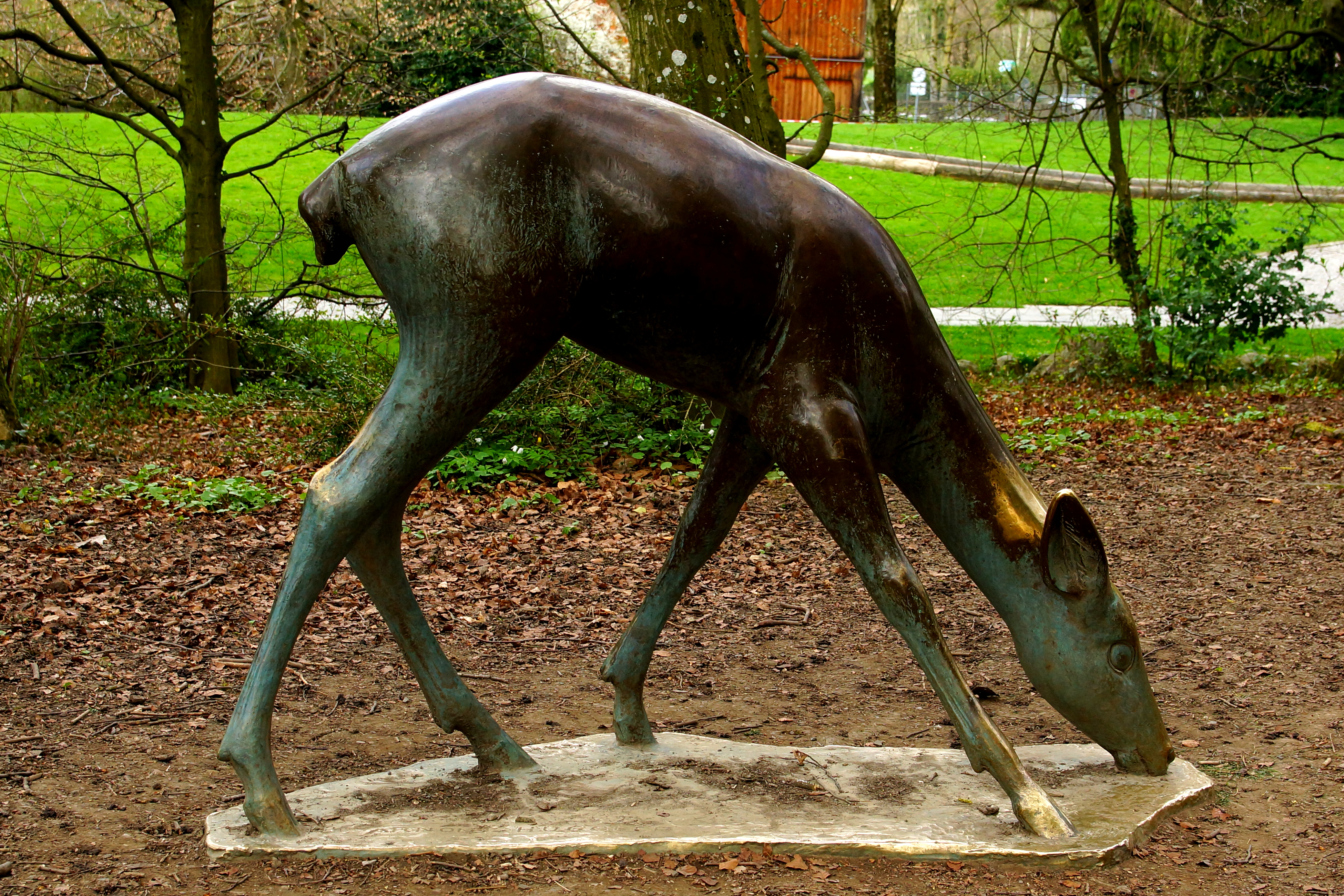
Rehskulptur im Park im Grüene, die Gottlieb Duttweiler 1958 zum siebzigsten Geburtstag geschenkt wurde.

Arnold Huggler (* 12. Februar 1894 in Brienz; † 4. April 1988 in Zürich) war ein Schweizer Bildhauer, der zahlreiche Brunnen, Tierplastiken, Standbilder und Porträtbüsten vorrangig aus Bonze erschuf.

## Ausbildung und Karriere
Arnold Huggler, Sohn des Brienzer Bildschnitzers Peter Huggler, stammte aus einer bekannten Holzschnitzerfamilie des Berner Oberlandes. Er erlernte 1909 bis 1914 das Handwerk an der Brienzer Schnitzlerschule, von 1919 bis 1922 studierte er in Paris an der Académie Julian und war 1922 Meisterschüler bei Henri Bouchard und Paul Landowski. Von 1919 bis 1936 blieb er in Paris, mit einigen Studienaufenthalten in Europa – 1924 weilte er in Rom, 1928 war er in London, 1930 in Spanien und 1934 in Berlin. 1923 eröffnete er sein eigenes Atelier in Paris und 1925/1926 liess er sich von André Lurçat ein Haus im Stile der klassischen Moderne in der kleinen Künstlerkolonie Cité Seurat erbauen. Seine Bedeutung bereits 1931 lässt sich etwa an der Ausstellung des Berner Kunsthauses ermessen, wo er – als einziger Bildhauer – zusammen mit Paul Klee, Maurice de Vlaminck, Walter Helbig und Philipp Bauknecht ausstellte. Seit seiner Rückkehr 1936 in die Schweiz lebte er in Zürich, wo auch ein Grossteil seines öffentlichen Werks entstand.
Arnold Huggler war mit Anna, geborene Guggenbühl verheiratet und fand seine letzte Ruhestätte auf dem Friedhof Enzenbühl in Zürich.

## Werk
Huggler arbeitete rein figürlich sowohl als Skulpteur, etwa in Marmor, Sandstein, aber auch Kunststein, als auch als Plastiker, vornehmlich Bronzen und Gips. Die Themen seines über die Jahrzehnte einheitlichen Werks konzentrieren sich auf die menschliche Figur, unter- und überlebensgross, eine Vielzahl von Porträtbüsten, die sich überwiegend in Privatbesitz befinden, und vor allem die Tierplastik. Bei ihr «folgt die Form aus der Gebärde»: Wie das Reh äst, sich hinlegt, wie der Hund sich wachsam duckt. Schon 1931, als Enddreissiger, noch in Paris lebend, wurde ihm von der Schweiz aus die Freude am Handwerklichen attestiert. Es wurde auf seine formale Einfachheit, ja Strenge hingewiesen, die sich von einer Liebe zu den frühen Griechen speiste und die Psychologisierungen etwa eines Rodin ablehnte. Auch als die erste Monografie des Künstlers und seines Werks anlässlich des 60. Geburtstags erschien, hoben die Rezensenten auf den Hang (und das Verhältnis) von Realistik und Stilisierung ab.
Als zentrale Werke wurden etwa die Torgruppe zweier Liegender an der Zanggerstrasse genannt, überlebensgrosse Frauenakte aus Pouillenay-Marmor oder auch die 2,85 m hohe Bronze eines Wasserträgers im Kontrapost. Später kamen als Hauptwerke Hugglers ein Heraldischer Bock am Eingang des Museums zu Allerheiligen in Schaffhausen hinzu, die Gotthelf-Büste im Rosengarten in Bern, das Artilleriedenkmal in Wangen an der Aare sowie das Mineursdenkmal an der Grimselstrasse.
In Zürich sind bemerkenswert die Zwei Mädchen an der Langmauerstrasse, die Löwengruppe der Baugenossenschaft Waidmatt, eine Rehgruppe an der Winterthurerstraße, die 1937 an der Weltfachausstellung in Paris ausgestellt wurde, eine Büste Karl Attenhofers in der Tonhalle, ein Fuchs am Berninaplatz, das Standbild Christoph Froschauers an der Pelikanstrasse und Zwei junge Löwen in der Landenberganlage.

## Werkliste (Auswahl)
Nach Huggler, Griot (1954), öffentliche Werke oder in Ausstellungen gezeigt
- Mutter und Kind, Bronzerelief, 35 × 40 cm, Friedhof Brienz, 1920
- Bär, Bronze, 36 cm, Kunstmuseum Bern, 1921
- Porträtbüste Dr. Adolf Guggenbühl, Bronze, 56 cm, Zürich, 1922
- Melchtal, Gipsrelief, 220 × 80 cm, 1922 (ausgestellt bei Schweizerischer Kunstverein)
- Landsknecht, Gips, 80 cm, 1922 (ausgestellt in Salon d’Automne, Paris)
- Frau mit Taube, Bronze, 69 cm, 1923
- Steinbock, Bronze, 57 cm, Sammlung Burden, New York, 1924
- Löwe mit Leier, Bronze, 38 cm, Männerchor Zürich, 1924
- Porträtbüste Meinrad Lienert, Bronze, 42 cm, Disteli-Museum, Olten, 1924
- Stehende Frauenfigur, Bronze, 75 cm, Privatbesitz, Bern, 1926 (ausgestellt in Skulpturenschau Tokio)
- Belgisches Pferd, Bronze, 37 cm, Museum zu Allerheiligen Schaffhausen, 1927
- Porteur d´Amphore, Kunststein, 280 cm, Scheuchzerstr. Zürich, 1927
- Zwei sitzende Mädchenfiguren, Stein, 130 cm, Langmauerstr. Zürich, 1928
- Ricke mit Kitz, Bronze, 135 cm, Winterthurerstr. Zürich, 1929 (ausgestellt in Exposition Internationale des Arts Décoratifs, Paris 1937)
- Steinbock, Bronze, 37 cm, 1929 (Shell-Preis für Klausenrennen)
- Stehende weibliche Figur, Stein, Kunstmuseum Bern, 1932
- Pax, weibliche Statuette, Bronze, 78 cm, Schweizerische Gesandtschaft, Paris, 1933
- Gotthelf-Büste, Bronze, 64 cm, Rosengarten Bern, 1933 (ausgestellt Landesausstellung 1939, Zürich)
- Artillerie, Steinrelief, 600 × 90 cm, Wangen an der Aare, 1934
- Heinrich-Bullinger-Büste, Gips, überlebensgross, 1934
- Rehgruppe, Bronze, 135 cm, Sammlung Kleinknecht, Strassburg, 1935
- Junges Mädchen mit erhobenen Armen, Bronze, 87 cm, 1935
- Porträtbüste Ferdinand Dobler, Bronze, 48 cm, Chambre de Commerce, Paris, 1936
- Vollblutpferd, Bronze, 37 cm, Offiziersreitklub Zürich, 1936
- Kälbli, Gips, 95 cm, 1937
- Fischotter, Stein, 82 cm, Sammlung Burden, New York, 1937
- Schaffhauserbock, Bronze, 320 cm, Museum zu Allerheiligen, Schaffhausen, 1938
- Gottfried Peter, Bronze, 180 cm, Molkereischule Zollikofen, Bern, 1938
- Stehendes Mädchen, Juramarmor, 84 cm, 1938
- Rehgruppe, lebensgross, Landesausstellung 1939, Zürich, 1939
- Kälbli, lebensgross, Landesausstellung 1939, Zürich, 1939
- Glasbläser, lebensgross, Landesausstellung 1939, Zürich, 1939
- Carl-Attenhofer-Büste, Bronze, 52 cm, Tonhalle, Zürich, 1939
- Zehn allegorische Figuren, bemalter Stuck, je 80 cm, Synodalsaal Bern, 1940
- Fuchs, Bronze, 63 cm, Berninaplatz, Zürich, 1940
- Steinbock, patinierter Gips, 246 cm, 1940 (ausgestellt auf der Weltausstellung New York, 1940)
- Christoph Froschauer, Bronze, 280 cm, Haus zum neuen Froschauer, Zürich, 1941
- Bekleidete Tänzerin mit erhobenen Armen, Bronze, 73 cm, 1941
- Uli der Knecht, Bronze, 210 cm, Lützelflüh, 1942
- Zwei junge Löwen, Juramarmor, 80 × 140 cm, Landenberg-Anlage Zürich, 1942
- Delphin, Keramikrelief, Schulhaus Fluntern, Zürich 1943
- Schlafende Ente, Bronze, 47 cm lang, Regierung des Kantons Zürich, 1943
- Vier Enten, Bronze, 130 cm lang, Ilgenschulhaus, Zürich, 1946
- Bauernmädchen mit Kälbli, Gips (Entwurf), 168 cm, 1948
- Mädchen mit Kesseli, Stein, 84 cm, 1948
- Stehender junger Dackel, Bronze, 14 cm, 1948
- Gottfried Gnägi, Bronzebüste und Laufenerstein, 180 cm, Schwadernau, 1949
- Junger Stier, Bronze, 27 cm, Regierung des Kantons Zürich, 1949
- Pferde, Steinrelief, 80 × 70 cm, Friedhof Manegg, Zürich, 1950
- Rehgruppe, Bronze, 94 cm, Neue Töchterschule, Zürich, 1950
- Fohlen, Gips (Entwurf), 147 cm, 1950
- Pferd im Trab, Bronze, 27 cm, Schweizerische Eidgenossenschaft, 1950
- Brunnen mit Katze, Arvenholz, 162 cm, Katzensee, Zürich, 1950
- Fabeltier, Grimselgranit, 190 cm lang, Schulhaus Saatlen, Zürich, 1951
- Dekorativer Brunnen, Grimselgranit, 125 cm Durchmesser, Schulhaus Saatlen, Zürich, 1951
- Stier, Bronze, 32 cm, Regierung des Kantons Thurgau, 1951
- Hahn, Bronze, 70 cm, Mühlebachschulhaus Zürich, 1952
- Rehgruppe, Bronze, 105 cm, Schulhaus Dürrenast Thun, 1952
- Der Säemann, Bronze, 74 cm, Alpwirtschaftliche Schule Hondrich, 1952
- Gedenkplakette Otto Furrer, Bronze, 145 cm, Zermatt, 1952
- Fohlengruppe, Bronze, 145 cm, Kreuzlingen, 1953
- Löwengruppe, Bronze, 205 cm lang, Baugenossenschaft Waidmatt Zürich 1953
- Bauer, Bronze, Brugg, 1955